# Rachimschan Koschkarbajew

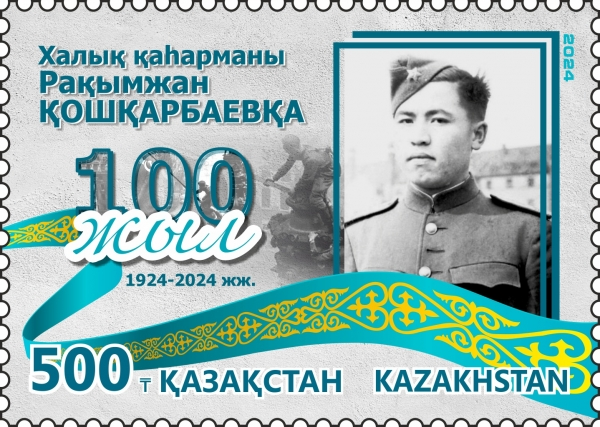
Briefmarke zum 100. Geburtstag von Rachimschan Qoschqarbajew (2024)

Rachimschan Koschkarbajew (kasachisch Рақымжан Қошқарбаев/Raqımjan Qoşqarbayev, russisch Рахимжан Кошкарбаев/Rahimžan Koškarbaěv; geb. 19. Oktober 1924 in Akmolinsk, Kirgisische ASSR; gest. 10. August 1988 in Alma-Ata, Kasachische SSR, Sowjetunion) war ein Leutnant der Roten Armee. Er hisste als Erster während der Schlacht um Berlin am 30. April 1945 die Flagge der Sowjetunion auf dem Reichstagsgebäude.

## Leben
Koschkarbajew wurde im Dorf Akmolinsk geboren, das heute zum Gebiet der Hauptstadt Kasachstans Astana gehört. Mit vier Jahren verlor er seine Mutter. Er wuchs in einem Waisenhaus auf, nachdem sein Vater, ein Kolchos-Arbeiter, im Jahr 1937 während der Schreckensherrschaft unter Stalin zum „Volksfeind“ erklärt worden war.
Als 18-Jähriger wurde Koschkarbajew 1942 im Zweiten Weltkrieg in die Rote Armee eingezogen. Nach einem militärischen Lehrgang in Frunse, den er als Leutnant beendete, wurde er zum Zugkommandeur eines Infanterieregiments der 1. Belorussischen Front ernannt.
Nach Abschluss der Weichsel-Oder-Operation überquerte er mit seiner Einheit am 17. April 1945, einen Tag nach Beginn der Schlacht um Berlin, die Oder und gelangte unter heftigen Kämpfen als einer der ersten bis in die Mitte der Reichshauptstadt. Das Reichstagsgebäude stand immer noch unter heftigem Beschuss, als Koschkarbajew die Flagge der Sowjetunion am 30. April 1945 zunächst über dem Haupttreppenaufgang befestigte. Als der Beschuss bei einbrechender Dunkelheit abnahm, konnte Koschkarbajew mit drei weiteren Soldaten, darunter Michail Minin, auf das Dach klettern und dort die Flagge anbringen, die dann von deutschen Scharfschützen abgeschossen wurde. Erst am 2. Mai 1945 brachte die Rote Armee das Reichstagsgebäude vollständig unter Kontrolle. An diesem Tag entstand das weltberühmt gewordene Foto Auf dem Berliner Reichstag, 2. Mai 1945, wobei der Fotograf Jewgeni Chaldej die Flaggenhissung mit verschiedenen Rotarmisten, darunter Abdulchakim Ismailow, für Stalins Propaganda nachstellen ließ.
Ab 1967 bis zu seinem Tod 1988 amtierte Koschkarbajew als Direktor des modernistischen Hotels „Alma-Ata“ in der gleichnamigen Stadt, in der er am 10. August 1988 starb.
Koschkarbajew erhielt zahlreiche Auszeichnungen, darunter den Rotbannerorden, den Orden des Vaterländischen Krieges, die Medaille „Sieg über Deutschland“, die Medaille „Für die Einnahme Berlins“, die Medaille „70 Jahre Streitkräfte der UdSSR“ und den Orden Otan. 1965 wurde beantragt, ihm den Ehrentitel „Held der Sowjetunion“ zu verleihen, den er jedoch zeitlebens nicht erhalten hat. Vom kasachischen Staatspräsidenten Nursultan Nasarbajew wurde er 1999 postum als Held Kasachstans ausgezeichnet.